# Конклав 1846
41°54′21″ пн. ш. 12°27′21″ сх. д. / 41.905833333333° пн. ш. 12.455833333333° сх. д.
Конклав 1846 року — конклав після смерті папи Григорія XVI, що відбувалась між 1 червня (14 червня) та 16 червня 1846 року у Квіринальському палаці. Раніше у цьому палаці проходили два конклави у XIX сторіччі.
Початок роботи конклаву — 14 червня.
Мета — обрати нового Папу Римського, який мав стати не тільки главою Римсько-католицької церкви, але також і главою держави та уряду Папської області.

## Поділ Конклаву
Каменем спотикання стало питання про Папську область. Священна Колегія кардиналів розпалася на дві фракції. Перша була консерваторами, які прагнули продовжити політику папського абсолютизму в управлінні Папською Областю та жорстку політику Папи Григорія XVI та його державного секретаря кардинала Луїджі Ламбрускіні. Другі — ліберали, котрі хотіли провести помірні реформи.
У першій частині голосування Ламбрускіні отримав більшість голосів, але не зумів отримати необхідних двох третин голосів. На четвертому колі голосування ліберальний кандидат, кардинал Джованні Марія Мастаі Ферретті, архієпископ Імольскій, отримав необхідну кількість голосів. Він взяв собі ім'я Пій IX.

## Вето на кандидатуру кардинала Ферретті
Як це і було з іншими конклавами до конклаву 1903 року, католицькі монархи мали право накласти вето на обраного кардинала, змушуючи конклав вибрати когось іншого. Австрійський імператор Фердинанд зобов'язав кардинала Карла Гайсрука, архієпископа Міланського (тоді Мілан входив в Австрійську імперію) накласти вето на ліберального кандидата Ферретті в разі, якщо він буде обраний. Однак Гайсрук запізнився на конклав. На той час, як він добрався, Ферретті вже був обраний, вступив на папство, про що було публічно оголошено.

## Наслідки
21 червня 1846 року Папа римський Пій IX був коронований папською тіарою. Він став найдовше правлячим Папою, починаючи зі святого апостола Петра, пробув на папському троні протягом 32 років. Початкова політика Пія IX була ліберальною, однак після недовгого зміщення і проголошення Римської Республіки, він був повернутий до влади французькими військами та став реакційним консерватором.
У 1870 році територія Папської області була захоплена королем Італії, Віктором Еммануїлом II. Рим став столицею Італійського королівства, а колишній папський палац — Квіринал, став палацом короля Італії. Пій IX оголосив протест у Ватикані, де він жив як самопроголошений «В'язень Ватикану». Помер він 7 лютого 1878 року.

## Історичні особливості Конклаву 1846 року
- Останній з чотирьох конклавів, які були проведені у Квірінальському палаці та останній проведений поза Ватиканом ;
- Був обраний папа римський, який мав другий за тривалістю понтифікат в історії папства ;
- Останній Конклав, проведений в період існування Папської області;
- Очевидна перемога лібералів і очевидна поразка політики попереднього Папи Римського;
- Невдала спроба австрійського імператора здійснити вето;
- Останній Конклав, складений виключно з кардиналів континентальної Європи.

## Статистика Конклаву 1846 року
| тривалість               | 3 дні                                                |
| число балотувань         | 4                                                    |
| виборці                  | 62                                                   |
| ------------------------ | ---------------------------------------------------- |
| Були відсутні            | 12                                                   |
| Були присутні            | 50                                                   |
| Африка                   | 0                                                    |
| Латинська Америка        | 0                                                    |
| Північна Америка         | 0                                                    |
| Азія                     | 0                                                    |
| Європа                   | 62                                                   |
| Океанія                  | 0                                                    |
| близький Схід            | 0                                                    |
| Чи використовується Вето | Невдала спроба імператора Фердинанда I Австрійського |
| помер Папа               | ГРИГОРІЙ XVI (1831—1846)                             |
| Новий Папа               | Пій IX (1846—1878)                                   |